# Manassé Enza-Yamissi
Manassé Enza-Yamissi est un footballeur franco-centrafricain, international centrafricain, né le 28 septembre 1989 à Bangui. Il joue au poste de défenseur au FC Annecy. 
Son frère, Eloge Enza-Yamissi, est également international.

## Carrière en club

### Débuts professionnels
Après plusieurs saisons passées au centre de formation de l'AJ Auxerre, il intègre la réserve du Nîmes Olympique en juillet 2008. Face au faible rendement de certains défenseurs de l'équipe première évoluant en Ligue 2, Manasse Enza Yamissi y est appelé dès le 10 octobre 2008, face à l'Amiens SC ou il joue la totalité de la 2de mi-temps, il est dès lors régulièrement inscrit sur les feuilles de match.
Le 16 juin 2009, Manassé signe son premier contrat professionnel en faveur du FC Sochaux-Montbéliard, pour une durée de 2 ans. Mais n'entrant pas dans les plans de Francis Gillot, il ne joue qu'avec la réserve du club sochalien (24 matches en CFA).

### Le renouveau en National
Décidé à se relancer, il dispute un match d'essai avec l'Amiens SC face à la réserve du FC Rouen. Convaincu par le jeune défenseur, le club amiénois et son entraîneur Ludovic Batelli sont parvenus à libérer le joueur de ses engagements avec le FC Sochaux. Le 18 juin 2010, Manassé a donc pu signer un contrat de deux ans avec le club picard.
Ses débuts sont compliqués, puisqu'il enchaîne les blessures au point qu'en janvier 2011, il ne totalise que 3 rencontres sur l'ensemble de la saison.
Il retrouve les terrains le 8 mars 2011 à l'occasion d'un déplacement à Gap, où il commence véritablement sa saison.

### Roumanie
En juillet 2012, en fin de contrat avec Amiens, il effectue un essai non concluant au Stade lavallois.
Le 16 juillet 2012, il signe un contrat de 3 ans au Petrolul Ploiești, en Championnat de Roumanie. 
Après une saison pleine, il remporte la coupe de Roumanie 2013 après un beau parcours dans cette compétition.

### Départ au Portugal
Le 20 août 2014, il signe un contrat de 2 ans au Gil Vicente, en Liga ZON Sagres.
Il joue son premier match le 24 août 2014 face à V. Setúbal.

## Carrière en sélection
Manassé Enza-Yamissi a joué son premier match avec l'équipe de République centrafricaine le 26 mars 2011 face à la Tanzanie (défaite 2-1), le sélectionneur Jules Accorsi l'a même titularisé.

## Statistiques
| Saison      | Club                   | Pays     | Championnat                   | Coupes nationales | Sélection |
| ----------- | ---------------------- | -------- | ----------------------------- | ----------------- | --------- |
| 2008 - 2009 | Nîmes Olympique        | Ligue 2  | 8 matchs                      | 1 match           | -         |
| 2009 - 2010 | FC Sochaux-Montbéliard | Ligue 1  | - (24 matchs avec l'équipe B) | -                 | -         |
| 2010 - 2011 | Amiens SC              | National | 11 matchs                     | 3 matchs          | 1 match   |
| 2011 - 2012 | Amiens SC              | Ligue 2  | 20 matchs / 1 but             | 1 match           | 2 matchs  |
| 2012 - 2014 | Petrolul Ploiești      | D1       | 28 matchs                     | ?                 | ?         |

## Palmarès
- Promotion en Ligue 2 en 2011 avec le SC Amiens
- Vainqueur de la Coupe de Roumanie : 2013
- Promotion en Ligue 2 en 2016 avec l'US Orléans